# Standard Liège (piłka nożna kobiet)
Standard Liège – kobieca sekcja belgijskiego klubu piłki nożnej Standard Liège, mający siedzibę w mieście Liège, w południowo-wschodniej części kraju, występujący od sezonu 2015/16 w rozgrywkach Super League, a wcześniej w latach 1971–2012 w Division 1, a w latach 2012–2015 w nowo powstałej, transgranicznej lidze Belgii i Holandii (BeNe League). 

## Historia
Chronologia nazw:
- 1971: St-Nicolas FC Liège
- 1974: Standard Fémina de Liège
- 2012: Royale Standard de Liège

Kobieca drużyna piłkarska St-Nicolas FC Liège została założona w Liège 1 maja 1971 roku, po tym jak Belgijski Związek Piłki Nożnej oficjalnie zorganizował mistrzostwa kraju w piłce nożną kobiet. W sezonie 1971/72 drużyna startowała w pierwszych rozgrywkach pierwszej dywizji, wygrywając Série C. W turnieju finałowym uplasował się na drugiej pozycji wyprzedzając Gosselies Sport, ale ustępując Astrio Begijnendijk. W następnym sezonie ponownie zwyciężył w Série C i awansował do rundy finałowej, do której zakwalifikowali się tylko zwycięzcy czterech serii. W półfinale jednak przegrał  0:2, 0:2 z Astrio Begijnendijk. Od sezonu 1973/74 mistrzostwa prowadzono w jednej lidze, w której klub został mistrzem w pierwszym sezonie. Latem 1974 roku klub zmienił nazwę na Standard Fémina de Liège. W ciągu kolejnych 20 lat klub kilkukrotnie zdobył mistrzostwo, Puchar i Superpuchar Belgii.
Latem 2012 roku klub dołączył do Standard Liège i został kobiecą sekcją klubu, zmieniając nazwę na Standard Liège. W sezonie 2012/13 drużyna startowała w pierwszych rozgrywkach Women's BeNe League, w której doszło do połączenia belgijskiej First Division i holenderskiej Eredivisie. W debiutowym sezonie zajęła drugie miejsce w lidze, ale otrzymała tytuł mistrza Belgii, tak jak była najlepszą drużyną belgijską w zjednoczonej lidze. W następnym sezonie znów była druga w tabeli ligowej (kolejne mistrzostwo Belgii), a w ostatnim sezonie wygrała ligę. Również w 2013/14 po raz kolejny zdobyła Puchar Belgii. Od sezonu 2015/16 ponownie rozgrywano osobne mistrzostwa Belgii w Super League.
Następne dwa lata po swoich ostatnich mistrzostwach klub ponownie zdobył tytuł mistrza, kontynuując serie zwycięstw od 2011 roku. 
Na koncie sukcesów posiadanie 20 tytułów mistrza Belgii oraz 9-krotne zdobycie pucharu swego kraju.

## Barwy klubowe, strój, herb, hymn
|  |  |

Klub ma barwy czerwono-białe. Piłkarki domowe spotkania zazwyczaj grają w czerwonych koszulkach, czerwonych spodenkach oraz czerwonych getrach.

## Sukcesy

### Trofea międzynarodowe
| \| \| Zdobyte trofea w rozgrywkach międzynarodowych (stan na: 31-05-2023) \| |                                                                     |      |                                             |
| Rozgrywki                                                                    | Osiągnięcie                                                         | Razy | Sezon(y)                                    |
| Liga Mistrzyń UEFA                                                           | zdobywca                                                            | 0    |                                             |
| Liga Mistrzyń UEFA                                                           | finalista                                                           | 0    |                                             |
| Liga Mistrzyń UEFA                                                           | 1/16 finału                                                         | 5    | 2009/10, 2011/12, 2012/13, 2013/14, 2015/16 |
| FIFA                                                                         | Zdobyte trofea w rozgrywkach międzynarodowych (stan na: 31-05-2023) |      |                                             |

### Trofea krajowe
| \| \| Zdobyte trofea w rozgrywkach Belgii (stan na: 31-05-2023) \| |                                                           |      | |
| Rozgrywki                                                          | Osiągnięcie                                               | Razy | Sezon(y) |
| Mistrzostwo                                                        | I miejsce                                                 | 20   | 1973/74, 1975/76, 1976/77, 1977/78, 1981/82, 1983/84, 1984/85, 1985/86, 1989/90, 1990/91, 1991/92, 1993/94, 2008/09, 2010/11, 2011/12, 2012/13*, 2013/14*, 2014/15, 2015/16, 2016/17 |
| Mistrzostwo                                                        | II miejsce                                                | 8    | 1971/72, 1974/75, 1980/81, 1992/93, 1994/95, 2009/10, 2018/2019, 2019/2020 |
| Mistrzostwo                                                        | III miejsce                                               | 10   | 1972/73, 1978/79, 1986/87, 1987/88, 1988/89, 1997/98, 2001/02, 2002/03, 2021/22, 2022/23                                                                                             |
| Puchar                                                             | zdobywca                                                  | 9    | 1985/86, 1988/89, 1989/90, 1994/95, 2005/06, 2011/12, 2013/14, 2017/18, 2022/23 |
| Puchar                                                             | finalista                                                 | 8    | 1976/77, 1981/82, 1990/91, 1991/92, 2008/09, 2018/19, 2019/20, 2021/22 |
| Superpuchar                                                        | zdobywca                                                  | 7    | 1984, 1986, 1989, 1994, 2009, 2011, 2012 |
| Superpuchar                                                        | finalista                                                 | 2    | 1995, 2006 |
| II liga                                                            | I miejsce                                                 | 0    | |
| II liga                                                            | II miejsce                                                | 0    | |
| II liga                                                            | III miejsce                                               | 0    | |
| Belgia                                                             | Zdobyte trofea w rozgrywkach Belgii (stan na: 31-05-2023) |      | |

### Inne trofea
- BeNe League:
  - mistrz (1x): 2014/15
  - wicemistrz (2x): 2012/13, 2013/14

- BeNe Supercup:
  - zwycięzca (2x): 2011, 2012

- Menton Tournament:
  - zwycięzca (1x): 1982

## Poszczególne sezony

### Rozgrywki międzynarodowe

#### Europejskie puchary
Klub 8 razy uczestniczył w rozgrywkach europejskich.

### Rozgrywki krajowe
| \| Belgia \| Bilans występów klubu w rozgrywkach piłkarskich Belgii (Stan na 31 maja 2023 r.) \| \| |                                                                                  |        |       |   |   |   |    |    |     |            |        |        |      |
| Poziom                                                                                              | Rozgrywki                                                                        | Sezony | Mecze | Z | R | P | B+ | B– | Pkt | Lata       | Awanse | Spadki | Naj. |
| I                                                                                                   | Division 1 / Super League                                                        | 52     |       |   |   |   |    |    |     | od 1971/72 | 0      | 0      | 1    |
| II                                                                                                  | Division 2                                                                       | 0      |       |   |   |   |    |    |     |            |        |        |      |
| III                                                                                                 | Division 3                                                                       | 0      |       |   |   |   |    |    |     |            |        |        |      |
| | Puchar Belgii                                                                    | 46     |       |   |   |   |    |    |     | od 1976/77 | 0      | 0      | 1    |
| | Superpuchar Belgii                                                               | 9      |       |   |   |   |    |    |     | od 1984    | 0      | 0      | 1    |
| Belgia                                                                                              | Bilans występów klubu w rozgrywkach piłkarskich Belgii (Stan na 31 maja 2023 r.) |        |       |   |   |   |    |    |     |            |        |        |      |

## Piłkarki, trenerzy, prezydenci i właściciele klubu

### Piłkarki

#### Aktualny skład zespołu
Stan na 26.11.2023:
| Nr | Poz. | Piłkarz           |
| -- | ---- | ----------------- |
| 1  | BR   | Hillary Damman    |
| 2  | OB   | Marine Rosala     |
| 3  | OB   | Loredana Humartus |
| 4  | OB   | Gvantsa Tabagari  |
| 5  | PO   | Aster Janssens    |
| 8  | PO   | Justine Blave     |
| 9  | PO   | Laura Miller      |
| 10 | PO   | Noémie Gelders    |
| 12 | BR   | Sofie Tans        |
| 13 | OB   | Ilona Thibaux     |
| 14 | OB   | Zoë Van Eynde     |
| 15 | OB   | Elien Nelissen    |
| 16 | BR   | Léa Desmarais     |
| 17 | OB   | Maud Coutereels   |

| Nr | Poz. | Piłkarz             |
| -- | ---- | ------------------- |
| 18 | NA   | Charlotte Catinus   |
| 19 | PO   | Pam Amorij          |
| 20 | OB   | Constance Brackman  |
| 21 | PO   | Nadège François     |
| 22 | NA   | Welma Fon           |
| 24 | NA   | Julie Marques Abreu |
| 25 | NA   | Hanne Merkelbach    |
| 32 | BR   | Lise Musique        |
| 34 | OB   | Léa Cordier         |
| 77 | OB   | Mélissa Tom         |
|    | OB   | Mariam Toloba       |
|    | NA   | Amber Barrett       |
|    | OB   | Claire O'Riordan    |

### Trenerzy
...
- 2000–2003:  Freddy Debarsy
- 2003–2005:  Fery Ferraguzzi
- 2005–2011:  Mohamed Ayed
- 07.2011–10.2011:  Henri Depireux
- 2011–06.2015:  Patrick Wachel
- 06.2015–06.2016:  Benoît Waucomont
- 06.2016–06.2020:  Hamide Lamara
- od 06.2020:  Benoît Waucomont

## Struktura klubu

### Stadion
Drużyna rozgrywa swoje mecze domowe w Liège na boisku Stade Maurice Dufrasne, który może pomieścić 30.023 widzów, lub na SL16 Football Campus o pojemności 1.000 widzów.

## Kibice i rywalizacja z innymi klubami

### Derby
- RSC Anderlecht
- Club Brugge
- Royal Charleroi